# Colles castelleres de les Illes Balears
→ Llegiu l'article principal sobre els castellers.